# Frau mit Hut
Frau mit Hut (Femme au chapeau) ist ein Gemälde von Henri Matisse aus dem Jahr 1905. Es soll seine Frau, Amélie Matisse, darstellen. Die erste Ausstellung des Bildes im Pariser Salon d’Automne wurde zum Anlass der Entstehung des Kunstbegriffs Fauvismus. Frau mit Hut ist seit 1991 Bestandteil der Kollektion des San Francisco Museum of Modern Art in San Francisco.

## Bedeutung
Matisse stellte das gerade beendete Werk im Jahr 1905 zusammen mit den Gemälden befreundeter Künstler wie André Derain und Maurice de Vlaminck im Salon d’Automne aus. Der stark farbige Eindruck ihrer Gemälde erregte den Unwillen von Publikum und Kunstkritikern und führte zum Skandal. Es wurde sogar ein Versuch unternommen, das Gemälde zu zerstören. Louis Vauxcelles ließ sich zu der Kritik „Donatello chez les fauves...“ („Donatello bei den wilden Bestien“) hinreißen; er bezog sich dabei auf eine weibliche Büste des Bildhauers Albert Marque in der Mitte des Ausstellungsraumes, die einer Renaissance-Skulptur ähnelte. Sein am 17. Oktober 1905 im Gil Blas veröffentlichter Kommentar prägte den Kunstbegriff des „Fauvismus“. Besonders Matisse’ Gemälde „Frau mit Hut“, das größte seiner ausgestellten Bilder, zog die Kritik auf sich.
Madame Matisse ist dem Betrachter in Dreiviertelansicht zugewandt; sie trägt ein aufwändiges Gewand mit prächtigem Hut. Es gibt keine Rangordnung mehr zwischen Figur und Umraum, alles ist gleichbedeutend und gleichwertig, wird dem Gesamtrhythmus durch die Folge von Farbflächen eingefügt, frei nach dem Vorbild der Aquarelle Cézannes. Matisse kehrt im Geiste nach einer Verarbeitungsphase der abendländischen Tradition nach Byzanz zurück, zu den tieferen Quellen der Farbe.
Trotz der Kritik wurde das Bild verkauft. Gertrude Steins Bruder Leo erwarb es für 500 Franc im Salon und verhalf Matisse auf diese Weise zu größerer Bekanntheit und steigerte seinen Marktwert. 1915 kauften es Sarah und Michael Stein, nachdem Leo Stein den gemeinsamen Salon verlassen hatte, für viertausend Dollar Gertrude Stein ab.